# Friedrichshausen
Friedrichshausen ist ein Stadtteil von Frankenberg (Eder) im nordhessischen Landkreis Waldeck-Frankenberg. Das Dorf liegt nordwestlich des Knebelsrod, der höchsten Erhebung des Burgwaldes, etwa 4 km ostsüdöstlich der Frankenberger Kernstadt. Direkt nördlich vorbei an der Ortschaft verläuft die Landesstraße 3073 (Römershausen–Frankenberg).

## Geschichte

### Überblick
Die Siedlung wurde 1777 auf Anordnung des Landgrafen Friedrich II. von Hessen-Kassel gegründet, wobei 20 Flüchtlingsfamilien hier angesiedelt wurden. Ihr damaliger Name war „Friedrichshof“.
Ein vor dem Ersten Weltkrieg geplanter und in Teilen schon begonnener Eisenbahnbau und damit der Anschluss an die zu verlängernde Kellerwaldbahn fand mit dem verlorenen Krieg 1918 sein abruptes Ende.
Am 31. Dezember 1970 wurde die bis dahin selbständige Gemeinde Friedrichshausen im Zuge der Gebietsreform in Hessen in die Stadt Frankenberg (Eder) (damalige Schreibweise Frankenberg-Eder) auf freiwilliger Basis eingegliedert. Für Friedrichshausen wurde, wie für die übrigen Stadtteile, ein Ortsbezirk mit Ortsbeirat und Ortsvorsteher nach der Hessischen Gemeindeordnung eingerichtet.

### Bevölkerung
Einwohnerstruktur 2011
Nach den Erhebungen des Zensus 2011 lebten am Stichtag dem 9. Mai 2011 in Friedrichshausen 360 Einwohner. Darunter waren drei (0,8 %) Ausländer. Nach dem Lebensalter waren 67 Einwohner unter 18 Jahren, 153 zwischen 18 und 49, 63 zwischen 50 und 64 und 60 Einwohner waren älter. Die Einwohner lebten in 138 Haushalten. Davon waren 39 Singlehaushalte, 30 Paare ohne Kinder und 57 Paare mit Kindern, sowie neun Alleinerziehende und drei Wohngemeinschaften. In 24 Haushalten lebten ausschließlich Senioren und in 93 Haushaltungen lebten keine Senioren.
Einwohnerentwicklung
| Friedrichshausen: Einwohnerzahlen von 1834 bis 2016 | Friedrichshausen: Einwohnerzahlen von 1834 bis 2016 | Friedrichshausen: Einwohnerzahlen von 1834 bis 2016 | Friedrichshausen: Einwohnerzahlen von 1834 bis 2016 | Friedrichshausen: Einwohnerzahlen von 1834 bis 2016 |
| --- | --------------------------------------------------- | --------------------------------------------------- | --------------------------------------------------- | --------------------------------------------------- |
| Jahr |                                                     |                                                     |                                                     | Einwohner                                           |
| 1834 | 1834                                                |                                                     | 231                                                 | 231                                                 |
| 1840 | 1840                                                |                                                     | 182                                                 | 182                                                 |
| 1846 | 1846                                                |                                                     | 208                                                 | 208                                                 |
| 1852 | 1852                                                |                                                     | 199                                                 | 199                                                 |
| 1858 | 1858                                                |                                                     | 150                                                 | 150                                                 |
| 1864 | 1864                                                |                                                     | 136                                                 | 136                                                 |
| 1871 | 1871                                                |                                                     | 132                                                 | 132                                                 |
| 1875 | 1875                                                |                                                     | 130                                                 | 130                                                 |
| 1885 | 1885                                                |                                                     | 119                                                 | 119                                                 |
| 1895 | 1895                                                |                                                     | 133                                                 | 133                                                 |
| 1905 | 1905                                                |                                                     | 150                                                 | 150                                                 |
| 1910 | 1910                                                |                                                     | 178                                                 | 178                                                 |
| 1925 | 1925                                                |                                                     | 225                                                 | 225                                                 |
| 1939 | 1939                                                |                                                     | 248                                                 | 248                                                 |
| 1946 | 1946                                                |                                                     | 323                                                 | 323                                                 |
| 1950 | 1950                                                |                                                     | 340                                                 | 340                                                 |
| 1956 | 1956                                                |                                                     | 294                                                 | 294                                                 |
| 1961 | 1961                                                |                                                     | 293                                                 | 293                                                 |
| 1967 | 1967                                                |                                                     | 305                                                 | 305                                                 |
| 1980 | 1980                                                |                                                     | ?                                                   | ?                                                   |
| 1991 | 1991                                                |                                                     | 359                                                 | 359                                                 |
| 2005 | 2005                                                |                                                     | 382                                                 | 382                                                 |
| 2011 | 2011                                                |                                                     | 360                                                 | 360                                                 |
| 2016 | 2016                                                |                                                     | 363                                                 | 363                                                 |
| Datenquelle: Historisches Gemeindeverzeichnis für Hessen: Die Bevölkerung der Gemeinden 1834 bis 1967. Wiesbaden: Hessisches Statistisches Landesamt, 1968. Weitere Quellen: ; Stadt Frankenberg (Eder):; Zensus 2011 |                                                     |                                                     |                                                     |                                                     |

Religionszugehörigkeit
| • 1895: | 103 evangelische (= 86,55 %), keine katholischen, 16 anderes christliche-konfessionelle (= 13,45 %) Einwohner |
| • 1961: | 283 evangelische (= 86,59 %), 9 katholische (= 3,07 %) Einwohner                                              |

## Politik
Der Ortsbezirk Friedrichshausen besteht aus dem Gebiet der ehemaligen Gemeinde Friedrichshausen.
Der Ortsbeirat besteht aus vier Mitgliedern. Seit den Kommunalwahlen 2021 gehören ihm 5 fraktionslose  Mitglieder an. Ortsvorsteher ist Christian Pöller.